# پتین
پتین (به هلندی: Petten) یک منطقهٔ مسکونی در هلند است که در اسخاخن واقع شده‌است. پتین ۱٬۹۰۰ نفر جمعیت دارد.